# NGC 400
NGC 400 је појединачна звезда у сазвежђу Рибе која се налази на NGC листи објеката дубоког неба.
Деклинација објекта је + 32° 43' 59" а ректасцензија 1h 9m 2,5s. Привидна величина (магнитуда) објекта NGC 400 износи 13,6.